# Ceres Costa Fernandes
Ceres Costa Fernandes  (Salvador, 28 de dezembro de 1942) é uma ensaísta, cronista, contista e professora universitária brasileira, especialista em literatura portuguesa.

## Biografia
Filha de Francisco Costa Fernandes Sobrinho e de Maria Isabel Soares Costa Fernandes, nasceu na cidade de Salvador em 28 de dezembro de 1942. em 1944, mudou-se para o Maranhão com a família. É irmã do também escritor Ronaldo Costa Fernandes, e neta do desembargador Henrique Costa Fernandes, ambos membros da Academia Maranhense de Letras.
É Licenciada em Letras – Inglês e Português pela Universidade Federal do Maranhão – UFMA (1974) e Mestra em Letras pela Pontifícia Universidade Católica – PUC –RJ (1987), além de especialista em semiologia. No âmbito profissional foi professora da TV Educativa do Maranhão (1973-82) e é professora aposentada do Curso de Letras da Universidade Federal do Maranhão (1975-1996), tendo recebido o título de Professora Emérita em 2020. De 1998 a 2008 trabalhou em cargos técnicos voltados a Educação no Governo do Maranhão. De 2009 a 2014 foi Diretora do Centro de Criatividade Odylo Costa Filho e integrante do Conselho Estadual de Cultura.
Em 21 de dezembro de 2001 foi eleita para a Cadeira 39 da Academia Maranhense de Letras, na sucessão de Pires de Saboia. Foi empossada em 24 de maio de 2002 e recepcionada por Joaquim Salles de Oliveira Itapary Filho. É também integrante da Academia Ludovicense de Letras e da Academia Sambentuense de Artes e Letras.

## Obras
- 1990 - O narrador plural na obra de José Saramago[4]
- 2000 - Apontamentos de literatura medieval – literatura e religião[5]
- 2000 - O último pecado capital & outras histórias[5]
- 2008 - Surrealismo & loucura e outros ensaios
- 2015 - Café Literário - Memória
- 2023 - O Essencial de Lucy Teixeira[6]

Em parceria com José Chagas e notas de Jomar Moraes, organizou o livro Seleta maranhense de contos e crônicas. Em 2024 organizou as crônicas produzidas por Lucy Teixeira no ano de 1947, lançando-as sob 
o título Crônicas de Lucy Teixeira - Cenas do Cotidiano de São Luís - 1947.

## Prêmios
- Medalha do Mérito Timbira  (2006), concedida pelo Governo do Maranhão;[7]
- Medalha  Laura  Rosa (2008);[7]
- Medalha Odorico Mendes (2008), da Academia Maranhense de Letras;[7]
- Medalha  do  4º  Centenário  de  São  Luís (2012), da Assembleia Legislativa do Estado do Maranhão;[7]